# Bábonyan
Het Bábonyan is een archeologische cultuur van het middenpaleolithicum in Hongarije.
De vindplaatsen bevinden zich in het gebied van het Noord-Hongaars middelgebergte. De cultuur dankt zijn naam aan de plaats Sajóbábony, aan de grens waarvan dergelijke vondsten in 1927 voor het eerst werden gedaan op de site Méhész-tető. In 1974 werden opgravingen verricht door Viola Dobos. De cultuur werd beschreven door Árpád Ringer. 
De stenen werktuigen van de cultuur kenmerken zich door een tweezijdige bewerking die verwantschap vertoont met het Micoquien, dat verspreid was van de Rijn tot de Kaukasus. Typische soorten gereedschap zijn stekers, schrabbers en bladvormig gereedschap. De cultuur bloeide waarschijnlijk tijdens het laatste interglaciaal (Eemien) en aan het begin van de daaropvolgende ijstijd (Weichselien; 150-93.000 BP), en was de voorloper van het Szeletian. 